# Тубара
Тубара (исп. Tubará) — город и муниципалитет на севере Колумбии, на территории департамента Атлантико.

## История
До прибытия испанцев территория муниципалитета была населена представителями индейского племени мокана. Поселение, из которого позднее вырос город, было основано в 1533 году. Муниципалитет Тубара был выделен в отдельную административную единицу в 1833 году.

## Географическое положение

Муниципалитет Тубара

Город расположен в северной части департамента, в пределах Прикарибской низменности, на расстоянии приблизительно 6 километров к юго-западу от города Барранкилья, административного центра департамента. Абсолютная высота — 252 метра над уровнем моря.
Муниципалитет Тубара граничит на северо-востоке с территориями муниципалитетов Пуэрто-Коломбия и Барранкилья, на востоке — с муниципалитетом Галапа, на юго-востоке — с муниципалитетом Бараноа, на юго-западе — с муниципалитетом Хуан-де-Акоста, на западе и северо-западе омывается водами Карибского моря. Площадь муниципалитета составляет 176 км².

## Население
По данным Национального административного департамента статистики Колумбии, совокупная численность населения города и муниципалитета в 2015 году составляла 11 027 человек.
Динамика численности населения муниципалитета по годам:
| 2005   | 2006   | 2007   | 2008   | 2009   | 2010   | 2011   | 2012   | 2013   | 2014   | 2015   |
| ------ | ------ | ------ | ------ | ------ | ------ | ------ | ------ | ------ | ------ | ------ |
| 10 915 | 10 920 | 10 933 | 10 945 | 10 965 | 10 980 | 10 999 | 11 011 | 11 009 | 11 016 | 11 027 |

Согласно данным переписи 2005 года мужчины составляли 52,7 % от населения Тубары, женщины — соответственно 47,3 %. В расовом отношении индейцы составляли 61,7 % от населения города; белые и метисы — 37,8 %; негры, мулаты и райсальцы — 0,5 %.
Уровень грамотности среди всего населения составлял 87,6 %.

## Экономика
Основу экономики Тубары составляет сельское хозяйство.

52,1 % от общего числа городских и муниципальных предприятий составляют предприятия торговой сферы, 35,4 % — предприятия сферы обслуживания, 11,8 % — промышленные предприятия, 0,7 % — предприятия иных отраслей экономики.